# 三ばか大将

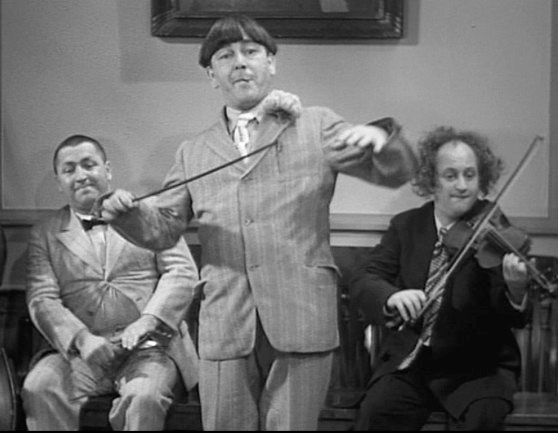
「Disorder in the Court」（1936）
三ばか大将の代表的メンバー。左から石頭のカーリー、カラ威張りのモー、ポンコツのラリー

三ばか大将（さんばかたいしょう、英: The Three Stooges）は、アメリカ合衆国のボードビル出身のコメディーグループ。および彼らが主演していた短編映画シリーズ、さらにそれをテレビ用に編集して放送していた番組である。「3ばか大将」との表記も存在する。

## 概要
『三ばか大将（The Three Stooges）』は、アメリカでは1930年代より短編映画の人気者で、テレビ時代が始まった1949年にはかつての短編映画をテレビ用に編集し放送、あまりの人気に加えテレビ草創期のソフト不足もあり、おびただしい回数再放送されてアメリカ人が誰でも知っているコメディーの大スターとして認識される様になった。
メンバーは何回か交替しているが、最も有名なユニットが丸坊主のデブで石頭（Knuckle head）のカーリー・ハワード（Curly Howard 1903年10月22日 - 1952年1月18日、日本語吹き替え：和久井節緒)、彼の実兄であるオカッパ頭で常に不機嫌なリーダー、カラ威張りのモー・ハワード（Moe Howard 1897年6月19日 - 1975年5月4日、日本語吹き替え：藤岡琢也）、そしてお茶の水博士の様な髪型でporcupine（ヤマアラシ、日本語版ではポンコツ）と呼ばれていたラリー・ファイン（Larry Fine 1902年10月5日 - 1975年1月24日、日本語吹き替え：江幡高志）である。
「三ばか大将」と冠しているものの、実態はカーリーの「一ばか大将」で、その突拍子も無いアドリブかと思われるギャグも一杯のボケをモーがビンタや目突きと言った暴力を乱発して突っ込み、ラリーが二人の間でオロオロしたりとばっちりを受けたりする構図であった。（哀れなラリーはモーに髪の毛をむしり取られるのが常であった。）それが故にラリーはKing of Reactionと呼ばれる。ただし、カーリーのしくじりによって一番ひどい目に遭うのはモーである。
サイレントからトーキーへの移行期に活躍していた彼らは、サイレントのパイ投げに代表されるドタバタとトーキーの台詞ギャグ、音のギャグ、オーバーな効果音などを巧みに使い、日本を含む世界各国のコメディアンにも多大な影響を与えている。
前出の3人のうち、カーリーは先んじて1950年代に逝去するが、後述の通りテレビ放送を通じて日本でも人気を獲得、子供たちを熱狂させることとなる。

## 日本への輸出
日本では、1963年6月から1964年11月まで『三ばか大将』の番組名で、日本テレビ系列で毎週日曜19:30 - 20:00（JST）に放送され、スポンサーの森永製菓が3人のイラストを今で言うマスコットキャラクター化するほどの人気を博していた。
同番組で使用された「ウヒハー、ヘンチクリン」と言う日本語の主題歌は日本語版だけのもので、オリジナルである原語版では初期は作品毎に曲を変え、1935年から「Listen to the Mockingbird」、1939年からは「Three Blind Mice」というスタンダードナンバーを使用している。
また1966年9月から12月まで『トリオ・ザ・3バカ』というタイトルで、NET（現：テレビ朝日）でも毎週金曜19:30 - 20:00（JST）に放送が行われた。
後年、バラエティ番組『テレビ探偵団』（TBS系列、1987年8月23日放送分、ゲスト：布施明）にて、当時の吹替版の映像が紹介された。

## メンバー
モー・ハワード（Moe Howard）
別名：ハリー・ハワード（Harry Howard）
本名：Moses Harry Horwitz
生没年：1897年6月19日 - 1975年5月4日
メンバー歴：1922年 - 1975年
日本語吹き替え-藤岡琢也、玉川良一（新三ばか大将）
テッド・ヒーリー（Ted Healy）
本名：Charles Earnest Lea Nash
生没年：1896年10月1日 - 1937年12月21日
メンバー歴：1922年 - 1934年
日本語吹き替え -　なし
ラリー・ファイン（Larry Fine）
本名：Louis Feinberg
生没年：1902年10月5日 - 1975年1月24日
メンバー歴：1925年 - 1975年
日本語吹き替え -江幡高志、滝口順平（新三ばか大将）
カーリー・ハワード（Curly Howard、初期はCurley Howard）
別名：ジェリー・ハワード（Jerry Howard）、ジェローム・カーリー・ハワード（Jerome 'Curly' Howard）
本名：Jerome Lester Horwitz
生没年：1903年10月22日 - 1952年1月18日
メンバー歴：1932年 - 1946年
日本語吹き替え -和久井節緒
シェンプ・ハワード（Shemp Howard）
本名：Samuel Horwitz
生没年：1895年3月4日 - 1955年11月22日
メンバー歴：1922年 - 1932年 / 1946年 - 1955年
日本語吹き替え -久野四郎
ジョー・ベッサー（Joe Besser）
生没年：1907年8月12日 - 1988年3月1日)
メンバー歴：1956年 - 1958年
日本語吹き替え -
ジョー・デリータ（Joe DeRita）
別名：カーリー・ジョー・デリータ（Curly-Joe DeRita）
本名：Joseph Wardell
生没年：1909年7月12日 - 1993年7月3日
メンバー歴：1958年 - 1975年
日本語吹き替え -柳家小のぶ（新三ばか大将）

## 経歴

### テッド・ヒーリー一座
「三ばか大将」は1920年代初頭、子役出身のモーが友人であるボードビリアン、テッド・ヒーリー（Ted Healy 1896年10月1日 - 1937年12月21日）の一座に参加したことから始まる。後にシェンプ・ハワード（Shemp Howard 1895年3月4日 - 1955年11月22日）…モー、カーリーの実兄…が参加、このテッド、モー、シェンプの3人が「三ばか大将」の元祖だと見られることが多い。当時はテッドが暴力的なリーダーで、シェンプがボケ役、モーが間に入る役回りであった。
その後、バイオリンの曲弾き芸人であったラリー・ファインが加わり、モー、シェンプ、ラリーでトリオを組み、「テッド・ヒーリーと間抜けな子分（Ted Healy & his stooges）」をはじめ雑多なステージネームでの活動が始まる。映画でもテッド主演の「Soup to Nuts」（1930年）にモー、シェンプ、ラリーが三人組で助演した。テッドは酒乱で実際にも座員にしばしば暴力をふるっていたので、彼より年長のシェンプはことごとく対立、ついには単独の喜劇俳優としてのオファーがあったことを契機に、モーのバックアップを得て脱退するに至った。
そのモーが穴埋めに起用したのが、オーケストラの指揮者コントなどで活動していたハワード兄弟の末っ子ジェリー・ハワード（カーリー）である。1933年にジョーン・クロフォードとクラーク・ゲーブルが主演した映画「ダンシング・レディ」では、テッドとともにモー、ラリー、カーリーのメンバーが「Ted Healy & his stooges」名義で参加している。カーリーを得た「三ばか大将」は歌、楽器演奏、ダンスにもたけており、またたく間にトーキー時代を迎えた映画界に於ける次世代のトップコメディアンとして注目を集める。

### モー、ラリー、カーリー

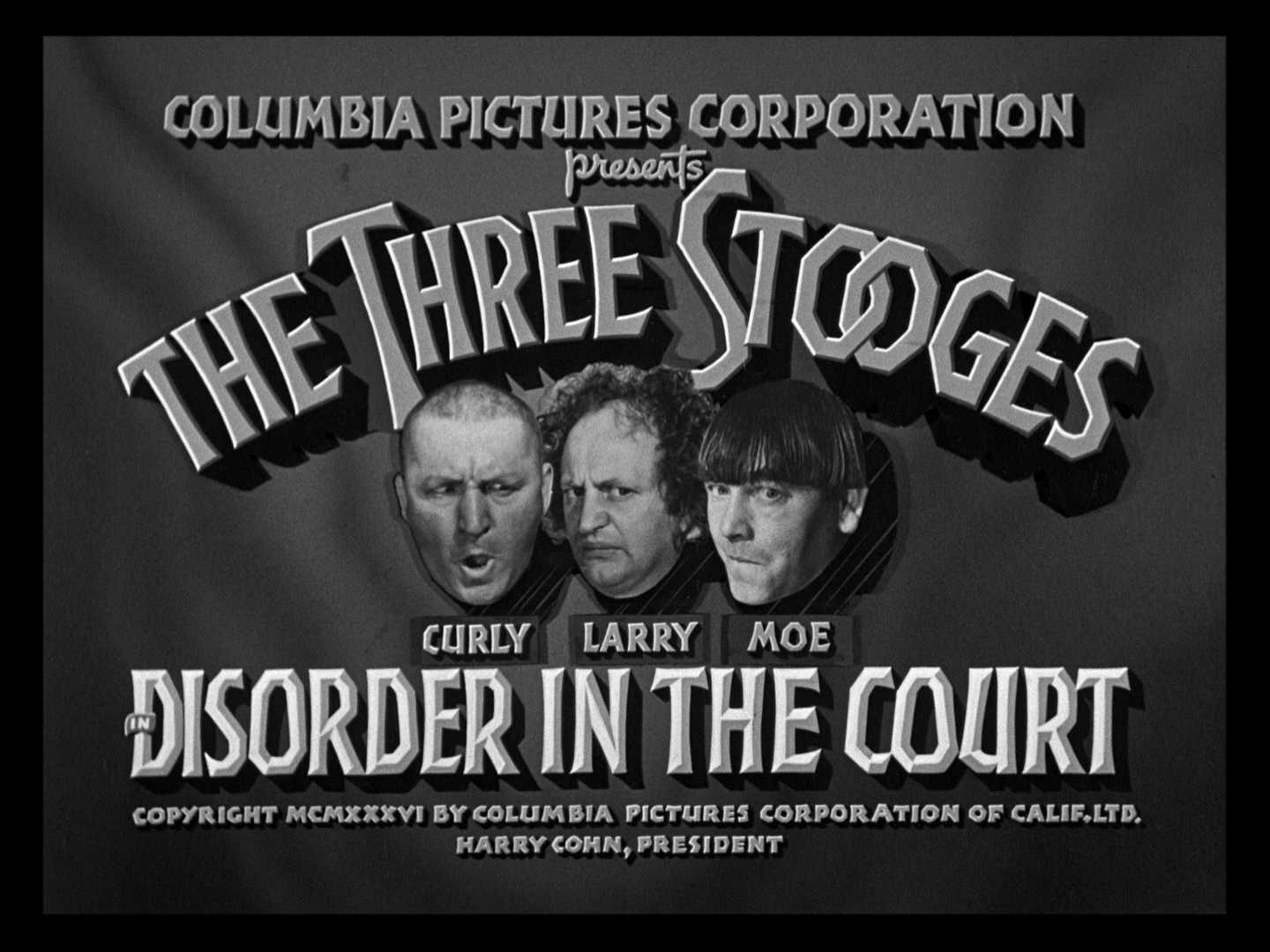
「Disorder in the Court」（1936）タイトル

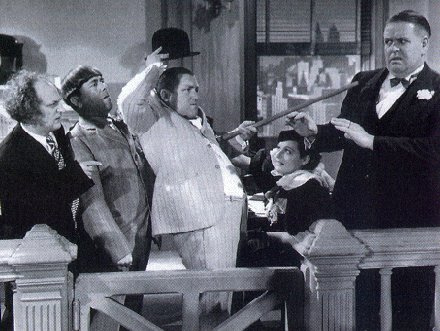
左からラリー、モー、カーリー。
同上の映画より、ステッキを銃器に見立て帽子で頭を小刻みにたたき機銃掃射の様な音を出して相手を威嚇するのはカーリーお得意のギャグである。

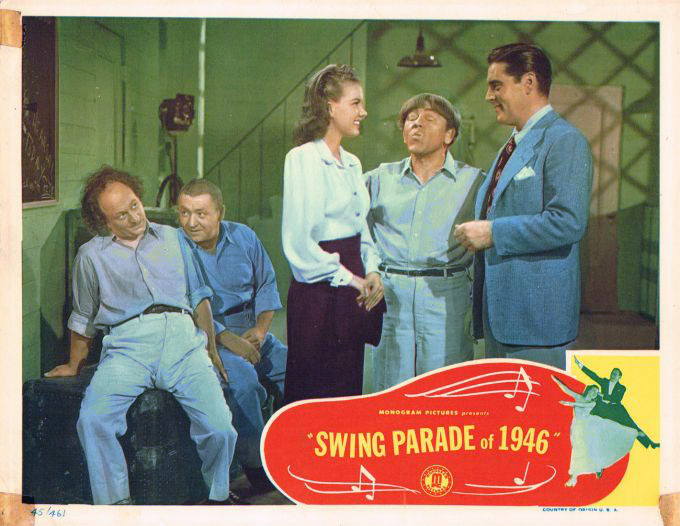
長編映画「Swing Parade of 1946」にゲスト出演。この年にカーリーが倒れる。

1934年にコロンビア ピクチャーズの社長ハリー・コーンは、彼ら3人の才能とスター性に賭け、彼らを欲する他社を押しのけて専属契約を結び、「三ばか大将」をメインタイトルに頂く短編シリーズの主演に起用する。3人専用のスタジオまで用意したハリー・コーンの期待通り、1934年の作品「Men in Black」ではアカデミー短編映画賞を喜劇部門で受賞している。同シリーズでは、何本かの例外を除きカーリーのギャグを中心とした作風を確立、1946年までに97本の映画を生み出す。
映画のタイトル上、初期は三人の写真とともにMOE LARRY CURLEY（おそらくは誤植と思われる。）と書かれ、カーリー人気によって序列が変わった後もCURLY LARRY MOEと表示されるのみで姓はクレジットされていない。（メンバーが交替した以降の短編もこのパターンを踏襲している。）カーリーはポスターで過去に使用していた芸名ジェリー・ハワード（Jerry Howard）と記される事がある。3人で脚本も手掛けた「Punch Drunks」（1934）では、タイトルにStory Jerry Howard Larry Fine and Moe Howardとクレジットされている。
映画の共演者の中にはテレビの大ヒットコメディー、「アイ・ラブ・ルーシー」や「ルーシー・ショー」に主演したアメリカの代表的コメディエンヌ、ルシル・ボール や、アカデミー助演男優賞を三回も受賞した名優ウォルター・ブレナン も名を連ねている。
1940年1月19日にアメリカで公開された「You Nazty Spy!」では、モーがアドルフ・ヒトラーを思わせる人物を演じており、チャーリー・チャップリンが同様にヒトラーを思わせる人物を演じた、「独裁者」が公開された1940年10月15日より先んずる格好となった。
カーリーはそれまでの古いコメディアンの枠にとらわれず、独特の笑い"N'yuk, n'yuk, n'yuk" 、興奮すると叫び続ける"Woo, woo, woo" 、驚いた時の大袈裟なリアクション"N'gyahh-ahhh-ahhh!" 、犬の鳴きまね"Ruff, ruff" 、不満な時に相手に向かって片手を出しながら発する"unh-unh-unh-unh"、高い声で繰り出す決まり台詞"Soitanly!"（勿論！）、"Hey, Moe! Hey, Larry!"、"Wait a minute!"、突然の奇声"Ah-ba-ba-ba-ba-ba-ba!"、超ボーイソプラノで唄う意味不明の鼻歌、連発する駄洒落、混乱した時両手で交互に顔をひっぱたく、床に寝そべって肘を支点に全身でぐるぐる回る（映画「雨に唄えば」（1952年）でドナルド・オコナーが真似している）、片脚を後ろに蹴り上げながら後退する奇妙なダンス、様々な局面でいきなり披露するパントマイム等の印象的なキャラクターで一躍トップスターに躍り出る。ラリーが弾くバイオリンの曲"Pop Goes the Weasel"を聞くと俄然強くなるボクサー（「Punch Drunks」）、オイスターシチューの牡蠣との格闘（「Dutiful but Dumb」…1941年）、氷を相手にしたひげ剃り（「An Ache in Every Stake」…1941年）などが有名である。脚に障害があり、これをカバーする為に編み出したカーリーの動き、そして裏声での特徴的な口跡、さらに彼自身台詞覚えが悪くとっさにアドリブで繰り出していた状況のおかしさも手伝って、大衆に大いに受けたのである。かのウォルト・ディズニーも、アニメの名作「ファンタジア」の「くるみ割り人形」に於けるきのこのシークエンスで、カーリーの芝居を取り入れている。
画面の上では陽気なカーリーだが、私生活では病的にシャイで、こちらも暴力的な役柄とは違って温厚な性格ながらも几帳面な真面目人間である兄モーを必要以上に恐れていた。次第にカーリーはストレス解消のため、撮影の合間にモーの目を逃れ酒色にふける様になる。その結果、生活が乱れ体に変調を来して脳卒中にかかってしまう。台詞も動きも衰えたカーリーを見かねたモーはハリー・コーンに休養を願い出るが、アメリカ国内はもとより戦地でも高い人気を誇る（第二次世界大戦下では敵国ドイツ、日本を笑い者にする作品もあり戦意高揚の役割を果たしていた）故に許可されず、その間にもカーリーの病状は悪化の一途をたどっていった。作品にも動きが緩慢で大儀そうになり、しゃべり方も声のトーンが下がりまだるっこしい台詞回しになるなど、心身ともに衰えて行くカーリーの姿が如実に現れている。その対策として、本来はカーリーが演じる筈の役割をラリーやモーに振り分け彼の出演箇所を減らしたり、過去の作品からカーリー全盛期のシーンを流用したりするといった苦肉の策が採られた。そして1946年、「Half-Wits Holiday」 の撮影中にカーリーは重度の脳卒中を再発して入院、物語のクライマックスに当たるパイ投げ合戦を前に画面から忽然と姿を消してしまう。彼の離脱によって「三ばか大将」はハリー・コーンに解散、解雇を迫られる。それを救ったのが実の兄のシェンプである。

### モー、ラリー、シェンプ

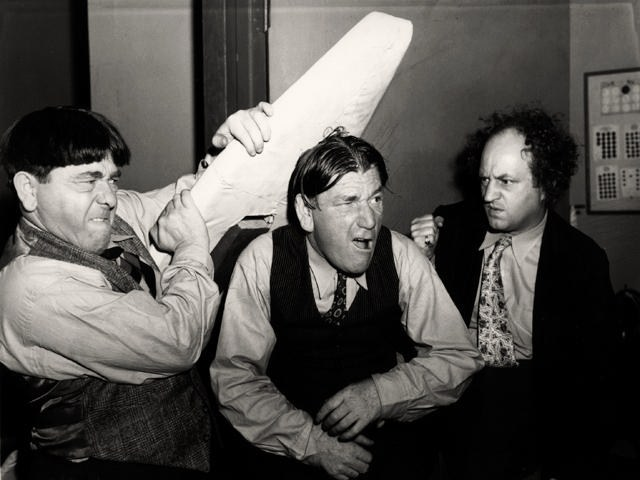
左からモー、シェンプ、ラリー。
「Sing a Song of Six Pants」（1947）

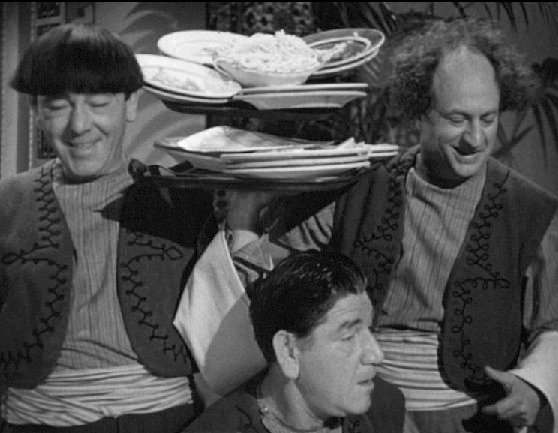
「Malice in the Palace」（1949）

弟カーリーが戻ってくるまで受け皿を守り抜きたいモーは、わらをもつかむ気持ちで兄シェンプを訪ねた。一本立ちの喜劇俳優になって主演映画も数多くこなし、1942年公開の映画「Pittsburgh」ではマレーネ・ディートリヒやジョン・ウェインと言った大スターとも共演していたシェンプであったが、単独でのスターの道を開いてくれたモーの願いを聞き入れ、「カーリーの病気が癒えるまで」という条件で「三ばか大将」に復帰する。スターとしてのキャリアを無視したシェンプの英断、それを導いたモーの熱い思いにハリー・コーンも折れ、「三ばか大将」はモー、ラリー、シェンプ（日本語吹き替え：久野四郎）のトリオとして再スタートを切ることとなった。
童顔で無邪気な子供の様なキャラクターのカーリーに比べ、当時既に50歳を超えていたシェンプに年少者を中心に違和感を覚えたファンも多かった。これに対してシェンプは仏頂面で堅物そうな見た目に反してとんでもないドジをやらかすおじさんという、カーリーとは全く違った役づくりで応えた。シェンプの引きつった様な金切り声の笑い、恐れをなした時やイビキをかいている時に発する"bee-bee-bee-bee-bee-bee!"の奇声、両肘を張って膝を曲げヨタヨタと前進する歩き方、殴られた時に数メートル後ろに飛ばされる倒れ方、次々に攻撃されてフラフラになりながらも倒れそうで倒れない等、センターで分けた長めの髪を振り乱しながら演じるアクロバティックな熱演は、三ばか大将の新たな魅力を引き出し77本の作品を生み出す。アメリカでは長くメンバーであったモーとラリーに対してカーリーやシェンプは「Third stooge」と称されることがあるが、殆どで主役を演じるのは「Third stooge」である。
1947年公開の「Hold That Lion!」では、病状が一段落したカーリーがゲスト出演、髪型こそ坊主頭ではなかったものの、作中では"Woo, woo, woo"の奇声や犬の鳴きまね"Ruff, ruff"を披露し、復活に向けての希望を抱かせた。だがその後もカーリーの病気は容赦なく進行し、1952年に48歳の若さで死去する。結果的に同作品は、ハワード三兄弟が顔を合わせた最初で最後の映画になった。短いつなぎ役だと思って引き受けたシェンプの予測は外れてしまい、以後も「三ばか大将」のメンバーとしての活動が続く。また同年、シェンプも軽い脳卒中で倒れるが事なきを得て映画制作は続行され、さらにテレビにも活動の場を広げる。とはいえ、この頃より短編映画はテレビの台頭で斜陽となり、さらに1950年代の不況も重なって、年を追うごとに制作環境が劣悪になっていった。制作費節約のため、旧作の台本の焼き直しやフィルムの流用も頻繁に行われた結果、質の低下を招いて人気にかげりが出始めた。
カーリーが天国へ旅立ってからわずか3年後の1955年、「三ばか大将」にまた突然の悲劇が訪れる。一番の人気者であるシェンプが心臓発作で急死してしまったのである。この時、コロンビア映画との契約で残り4本は撮らなければならない状況にあったため、これら4本については過去のフィルムを再編集し、足りない部分はシェンプと背格好の似ているジョー・パルマ（Joe Palma）（1905年3月17日 - 1994年8月14日) に後ろ姿で演技をさせたり、変装させて顔が分からない様にしたりして付け足し急場をしのぐ。このことが後にハリウッドにおいて、有名俳優の代役を無名の俳優が自分の存在を消して演じることを「Fake Shemp」と呼びならわす由来となった。

### 二人のジョー
映画こそ不評ではあったが、「三ばか大将」の人気はテレビの再放送により目立って衰えることは無かった。ファンの間では再放送で依然として支持の高いカーリーのキャラクターが復活することを待ち望む声が大きかった。そこでモーは新作を作るにあたり丸坊主のデブを捜すことになるのだが、度重なるオーディションを経て1956年にシェンプとはアボットとコステロの映画「凸凹猛獣狩」などで共演経験もあるハゲ頭の中堅コメディアン、ジョー・ベッサー（Joe Besser 1907年8月12日 - 1988年3月1日）を加入させることを決める。しかし喜劇俳優としてのプライドの高さから、ジョーはパイ投げをはじめとするドタバタギャグを嫌い、1958年には脱退してしまう。ジョー・ベッサーの「三ばか大将」としての出演作品は16本に留まった。そして同年、カーリー、シェンプ時代と合わせて190本の短編映画を残し「三ばか大将」はコロンビア映画との専属契約を終える。

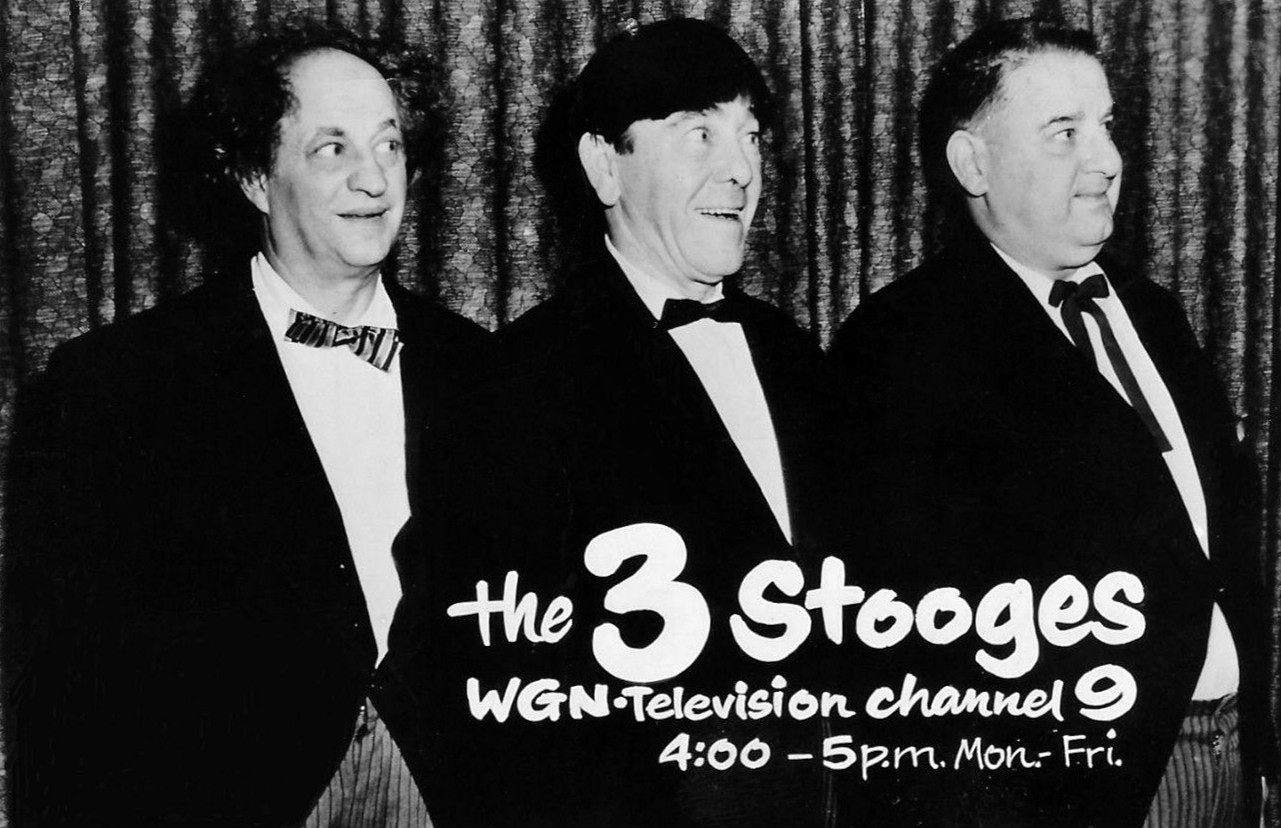
左からラリー、モー、カーリー・ジョー。（1962）

ジョー・ベッサーの脱退を受けて、誘われたのが肥満体の俳優ジョー・デリータ（Joe DeRita 1909年7月12日 - 1993年7月3日）である。彼はカーリーのように丸坊主頭にして奮闘し、「カーリー・ジョー」の役名を得る。このことからも、彼にかかる期待の大きさと、カーリーの存在の偉大さを窺い知ることが出来る。カーリー・ジョーが加入した1959年以降、「三ばか大将」は「Snow White and the Three Stooges」（1961年）など長編の主演映画にも進出、1963年には名匠スタンリー・クレイマー監督でスペンサー・トレイシー主演のオールスター映画『おかしなおかしなおかしな世界』や、ロバート・アルドリッチ監督でフランク・シナトラ主演の『テキサスの四人』へのゲスト出演も果たす。さらに1965年には実写とアニメを合わせたテレビ番組「新三ばか大将」がスタートする。同番組は日本でも放送され、この時の吹き替え陣は、モー：玉川良一、ラリー：滝口順平、カーリー・ジョー：柳家小のぶであった
カーリー・ジョーを含めた3人体制は10年余りにおよんだが、1971年にラリーが脳卒中で倒れ、3人での活動が難しくなってしまった。モーは数々の作品で脇を固めていたエミール・シーカ（Emil Sitka 1914年12月22日 - 1981年1月16日）に、ラリーが復帰するまで彼の髪型にさせて存続をはかるが実現には至らず、結局1975年1月にラリーは帰らぬ人となった。彼の死から4ヶ月後には、屋台骨を支え続けて来たモーも後を追うように逝去、ここに「三ばか大将」は50年余りの歴史に幕を引いた。

## その後
アメリカでは、1983年にリリースされたカーリーのものまねで綴るJump 'N the Saddle Band のコミックソング"The Curly Shuffle"が、チャート誌の上位を飾るなど大ヒットを記録している。またテレビでは2000年にメル・ギブソンがプロデュースを手がけた伝記ドラマ『三ばか大将/芸に賭けた男たち』が、カーリー役のマイケル・チクリスの熱演もあり高視聴率を獲得。これ以外にも「三ばか大将」を取り上げた多くの番組が作られるほど国民的に愛されている。
マイケル・ジャクソンが大ファンだったことは有名で、幼少時に特に大好きだったカーリーのものまねをしていたと明言しているのに加え、コンサートの移動車の一つにも三ばか大将のイラストを施していた。代表的ヒット曲スリラーのプロモーションビデオは三ばか大将の短編映画をヒントに制作されたという。マイケルは1958年生まれで、カーリーの没後に再放送でファンになったということである。
一方、元MLB選手でアメリカ野球殿堂にも選出されたチッパー・ジョーンズの本名はラリー・ジョーンズだが、現在まで「チッパー」を名乗り続けている。これは幼い頃から「ラリー」の名前から「なぜもじゃ毛じゃないんだ」などと三ばか大将に因んだ揶揄いをされ続けてジョーンズ本人がラリーの名を非常に嫌っているからである。
1984年、アメリカではミルスター社（元ゴッドリーブ社）が、『The Three Stooges in Brides is Brides』のタイトルでアーケードゲーム化し販売している。
2012年には、アメリカをはじめ世界各国でボビーとピーターのファレリー兄弟が監督・プロデュースしたリメイク作『新・三バカ大将 ザ・ムービー』が公開された。日本での公開はなかったものの、日本語吹き替えが収録されたビデオソフトは発売された。